# Tchaplyguine (ville)
Pour les articles homonymes, voir Tchaplyguine.
Tchaplyguine (en russe : Чаплыгин) est une ville de l'oblast de Lipetsk, en Russie, et le centre administratif du raïon Tchaplyguinski. Sa population s'élevait à 12 371 habitants en 2013.

## Géographie
Tchaplyguine est située au confluent des rivières Stanovaïa Riassa et Iagodnaïa Riassa, à 74 km — 87 km par la route — au nord-est de Lipetsk et à 318 km au sud-est de Moscou. 

## Histoire
Le village d’Oust Stanovykh Rias (Усть Становых Ряс) est fondé sur le territoire actuel de Tchaplyguine dans la première moitié du XVIIe siècle. Il devient plus tard le village (selo) de Slobodskoïe (Слободское). En 1695, Pierre le Grand fait construire un petit palais en bois à proximité, puis, en 1702, une petite forteresse nommée Oranienburg (Ораниенбург). Ce nom d'origine allemande évolue en Raninbourg puis en Ranenbourg (Раненбург). En 1702, la forteresse ainsi que le village de Slobodskoïé sont attribués à Alexandre Menchikov, qui y fait construire un petit monastère en 1712.
Ranenbourg reçoit le statut de ville en 1778. En 1948, elle est renommée Tchaplyguine en hommage au physicien russe Sergueï Tchaplyguine, qui y naquit en 1869.
En 2005, la ville adopte de nouvelles armoiries.

## Population
Recensements (*) ou estimations de la population
| 1856  | 1897*  | 1926* | 1931  | 1959*  | 1970*  |
| ----- | ------ | ----- | ----- | ------ | ------ |
| 6 400 | 15 331 | 9 558 | 7 800 | 10 713 | 13 671 |

| 1979*  | 1989*  | 2002*  | 2010*  | 2012   | 2013   |
| ------ | ------ | ------ | ------ | ------ | ------ |
| 13 407 | 13 343 | 13 656 | 12 656 | 12 373 | 12 271 |

## Personnalité
- Sergueï Tchaplyguine (1869-1942), physicien.